# 1971 au Maroc
Chronologie du Maroc
- 1967
- 1968
- 1969
- 1970
- 1971
- 1972
- 1973
- 1974
- 1975

Cet article présente les faits marquants de l'année 1971 au Maroc ou relatifs au Maroc.

## Événements
- 10 juillet : échec d’une tentative de coup d’État militaire conduit par les cadets de l’armée marocaine contre le roi Hassan II, au Palais d’été de Skhirat, au Maroc[1].

## Sports
- La Coupe du Maroc de football 1970-1971, également nommée Coupe du Trône est la quinzième édition de la compétition.
- La Coupe du Maroc de football 1971-1972, également nommée  Coupe du Trône est la seizième édition de la compétition. Les deux clubs finalistes, le Chabab Mohammédia et le Racing de Casablanca ont vécu la malchance de ne pas jouer la finale à cause du coup d'état, dont la FRMF a déclaré les deux clubs vainqueurs de cette édition.
- La Saison 1970-1971 des FAR de Rabat est la treizième de l'histoire du club. Cette saison débute alors que les militaires avaient remporté le championnat de la saison dernière. Le club est par ailleurs engagé en coupe du Trône.
- La Saison 1971-1972 des FAR de Rabat est la quatorzième de l'histoire du club. Cette saison débute alors que les militaires avaient terminé seconds en championnat de la saison dernière. Le club est par ailleurs engagé en coupe du Trône.
- Le Rallye du Maroc 1971 (14e Rallye du Maroc), disputé du 28 avril 1971 au 1er mai 1971[2], est la douzième manche du Championnat international des marques (IRC) courue depuis 1970 et la cinquième manche du Championnat international des marques 1971.